# Mario Cáceres
Mario Antonio Cáceres Gómez (Santiago, Chile, 17 de marzo de 1981) es un exfutbolista chileno Que Jugaba De Delantero.

## Trayectoria
Cáceres llegó a Colo-Colo desde muy pequeño y debutó en el año 1998, después fue enviado a préstamo a Ñublense  y Everton de Viña del Mar, respectivamente.
Luego, después del Mundial de Argentina Sub-20 se va a Sporting de Lisboa, en donde no tiene oportunidades. Llega a Colo-Colo, nuevamente el 2001  y juega hasta el fin de la temporada 2003.
La temporada 2004 la juega en la Universidad de Concepción, en donde esta un año y el 2005 juega en los Lobos de la BUAP de la Segunda División Mexicana, el 1.er semestre y el segundo semestre en el Aris Tesalónica.
En agosto de 2006 llega a Colo-Colo, en donde fue suplente toda la temporada. En el 2007 se va a la Segunda División Griega, específicamente al PAS Giannina. Vuelve a Chile a la Unión Española y después pasó al FC St. Gallen. Luego pasa al Club Deportivo San Luis, en 2011 militó en el Audax Italiano donde no tiene un gran año. En el segundo semestre del 2012 ficha en Everton donde logra destacar y convertir goles. Luego de una lesión recala en el Deportes Temuco, cuadro del sur de Chile.
Trabajó en las divisiones inferiores de Cobreloa.
Actualmente es ayudante técnico en Rodelindo Román equipo de la Tercera división Chilena.

## Selección nacional
Participó en el Torneo Preolímpico Sudamericano Sub-23 de 2000. Posteriormente disputó la Copa Mundial de Fútbol Juvenil de 2001.

## Clubes
| Club                      | País     | Año       |
| ------------------------- | -------- | --------- |
| Colo Colo                 | Chile    | 1998-1999 |
| Ñublense                  | Chile    | 2000      |
| Everton de Viña del Mar   | Chile    | 2000      |
| Sporting de Lisboa        | Portugal | 2001      |
| Colo Colo                 | Chile    | 2001-2003 |
| Universidad de Concepción | Chile    | 2004      |
| Lobos de la BUAP          | México   | 2005      |
| Aris Salónica FC          | Grecia   | 2005-2006 |
| Colo Colo                 | Chile    | 2006      |
| PAS Giannina              | Grecia   | 2007      |
| Unión Española            | Chile    | 2007-2008 |
| St. Gallen                | Suiza    | 2008-2009 |
| San Luis de Quillota      | Chile    | 2010      |
| Audax Italiano            | Chile    | 2011      |
| Everton de Viña del Mar   | Chile    | 2012-2013 |
| Deportes Temuco           | Chile    | 2014      |

|Deportes Manzano
|2023

## Palmarés

### Campeonatos nacionales
| Título           | Club      | País  | Año    |
| ---------------- | --------- | ----- | ------ |
| Primera División | Colo-Colo | Chile | 1998   |
| Primera División | Colo-Colo | Chile | 2002-C |
| Primera División | Colo-Colo | Chile | 2006-C |